# Сремска офанзива
Сремска офанзива била је офанзива српске војске изведена септембра 1914. године. Српска Прва армија и делови друге армије су форсирали Саву и одбацили аустроугарске трупе. Тимочка дивизија I позива претрпела је тежак неуспех код Чеврнтије (Поље Легет). То је успорило дејства Прве армије. Ипак она је успешно дејствовала што је омогућило трупама Одбране Београда да уђу у Земун. Пошто је аустроугарски притисак на Дрини јачао војвода Путник је одлучио да повуче Прву армију из Срема иако се највише руководство земље супротстављало овом потезу. Овом офанзивом није постигнут значајан оперативни успех, али је показала способност српске војске да води офанзивне операције против једне савремено опремљене европске војске. 

## Позадина
Иако је српска војска однела победу на Церу није имала времена да се одмори, попуни и реорганизује, јер је стање на главним европским ратиштима (видети Западни фронт и Источни фронт) била на страни Централних сила. Од почетка рата француска и руска влада су захтевале да Срби пређу у офанзиву како би за себе везали што јаче аустроугарске снаге. Аустроугарска војска је са Балканског фронта Галицију пребацила 4. корпус 2. армије а део тешке артиљерије у Белгију ради рушења белгијских утврђења. Крајем августа велики кнез Николај Николајевич, врховни командант руске војске, енергично је тражио да српска војска пређе у офанзиву. Иако је Србија хтела да активно учествује у заједничкој борби против Централних сила она је била ометана бројним објективним тешкоћама: хроничном несташицом артиљеријске муниције, логорске опреме, недостатак материјално-техничких средстава за форсирање Дрине и Саве и другог ратног материјала. Војвода Путник начелник штаба српске врховне команде покушао је да за извесно време одложи офанзиву али председник српске владе Никола Пашић није могао да се оглуши о захтеве Русије која је од самог почетка рата Србији пружала велику помоћ. Операцијски план српске војске Путник је изнео на састанку са командантима армија 31. августа 1914. у Ваљеву. У директивама од 27. августа и 4. септембра предвиђено је да:
- 1. армија (Дунавска и Шумадијска дивизија I позива, Обреновачки одред и Коњичка дивизија) генерала Петра Бојовића требало је да форсира Саву код Скеле и Новог Села, овлада Сремом и спречи сједињавање непријатељских снага у Срему са онима на Дрини.[1]
- 2. армија (Моравска, Тимочка и Комбинована дивизија I позива и Тимочка дивизија II позива) под командом војводе Степе Степановића имала је задатак да са Тимочком дивизијом I позива покуша и изврши прелаз преко Саве код Сремске Митровице и да са мостобрана помогне акцију 1. армије у Срему а да са осталим снагама брани десну обалу Дрине од њеног ушћа до Лешнице.[2]
- 3. армија (Дринска I и Моравска и Дринска дивизија II позива) генерала Павла Јуришића Штурма требало је да остане у дефанзиви на десној обали Дрине а да касније по могућству крене у офанзиву.... Војвода Путник рачунао је да офанзива у Срем буде ограниченог обима и да у случају поновног јачег притиска аустроугарских снага на Дрини може лако да повуче Прву армију.[3]

## Форсирање Саве

### Прелаз Прве армије у Срем
Прелазак прве армије отпочело је 6. септембра изјутра. Дунавска дивизија I позива је прешла реку између Скеле и Новог Села делом помоћу понтона а делом преко понтонског моста који је код Новог Села подигла Шумадијска дивизија I позива. Пошто је место прелаза правилно изабрано ова дивизија је лако сломила отпор слабијег непријатеља на левој обали Саве, овладала Купиновом и простором до линије Прогар-Ашања на којој је успоставила мостобран. Лево је од ње између Новог Села и Подгоричке аде Саву прешла Шумадијска дивизија I позива. Она је образовала мостобран у висини села Обрежа и Витојеваца. Иза њих Саву су прешле Коњичка дивизија која се прикупила код Обрежа и Армијска коњица (два пука) која је заноћила код Купинова. Овим је Прва армија успешно извршила форсирање Саве. Тридесет други ландштурмски пук који је на њеном правцу бранио Саву преполовљен је и одбачен у Попинце а 12. пук из Кленка повукао се у Платичево готово и не ступајући у борбу. Током првом дана српске трупе су заробиле 270 непријатељских војника и заплениле извесну количину ратног материјала уз незнатне губитке- 97 војника избачено из строја.

### Прелаз код Чеврнтије
За разлику од трупа Прве армије Тимочка дивизија другог позива је имала много веће потешкоће. Она је наређење примила тек 5. септембра када је била удаљена од Саве преко 30 километара па је морала да тек после дугог, усиљеног марша приступи преласку Саве. Прелазак је био лоше припремљен у техничком и тактичком погледу и није реално сагледана ситуација и снага непријатеља. Прелажење реке почело је у 5 часова и 15 минута а не у поноћ како је наређењем предвиђено. Аустро-угарске трупе на другој обали одмах су дејствовале пушчаном и митраљеском паљбом. Тек око 7 часова истурени аустроугарски делови су одбачени. И после тога је пребацивање трупа текло споро. До 13 часова и 20 минута пребачено је свега 6 батаљона и једна пољска батерија од 3 топа. И ово закашњење не би имало већих последица да командант дивизије генерал Владимир Кондић, уверен да је сламањем слабог отпора противничких снага успех на левој обали Саве већ осигуран, није наредио да се пребацивање трупа понтонима обустави и отпочне монтирање понтонског моста. Међутим, због погрешног прорачуна, недостајало је понтона за 55 метара моста па се тај део морао подизати на стојним потпорама што је знатно успорило изградњу. Снаге које су већ пребачене доведене су у тежак положај јер се нису могле ни појачати ни повући а Аустро-угари су у ширем рејону мостобрана имали 30 батаљона, 5 ескадрона и 12 батерија (29. дивизију).
И снаге које су већ пребачене погрешно су употребљене. Наиме уместо да утврде ужи мостобран наређено им је да наступају ка Јарку, Митровици и Шашинцима, дивергентним правцима. Српски батаљони су превише развучени и остављени без икакве подршке и помоћи.
Аустро-угарске снаге концентрисане око Шишинаца и Буђановаца (29. дивизија) припремале су противнапад ка Чеврнтији уверене да су ту пребачене главне српске снаге. Иако су српске снаге пружиле снажан отпор оне нису могле да одбију овај противнапад.
Покушај делова српских батаљона да се повуку у Мачву завршен је потпуним неуспехом. Из строја је избачено око 6500 српских и 2000 аустријских војника. Због овог неуспеха генерал Кондић је смењен. Као спомен на ову битку данас постоји знаменито место "Поље Легет".

## Борбе Прве српске армије
Пошто су и српске и аустроугарске снаге имале оскудне податке о непријатељским дејствима врло опрезно су деловале. Генерал Бојовић обавестио је врховну команду да неће наступати док не сазна право стање код непријатеља. Главнина аустроугарске 7. дивизије окупила се код Деча и са 14. бригадом из Земуна образовала је Комбиновану 7. дивизију. Њој је 8. септембра придодат један пук из Баната. Двадесет девета дивизија окупила се код Шишинаца и Јарка спремна да нападне бок српске Прве армије ако ова настави да наступа у Срему. Седма дивизија се 9. септембра упустила у борбу са Дунавском дивизијом I позива и изгубила је 1000 људи. Она се потом повукла у рејон Старе Пазове. Због тога је 29. дивизија била принуђена да се повуче ка Голубинцима како би помогла стабилизацију 7. дивизије и спречила продор српске војске.... Дана 9. септембра Прва армија је кренула у напад. Саву се прешли и делови одбране Београда и ушли су у Земун 10. септембра. Истога дана у Земун је ушао и регент Александар. Главнина армије је 10. септембра ступила у контакт са непријатељем испред Старе Пазове, Голубинаца и на каналу Јарчина.
Улазак српске војске у Земун и вест да су Срби пред Панчевом узнемирила је званичнике Аустроугарске, нарочито оне у Будимпешти. Генералу Краусу је наређено да по сваку цену одбаци Србе преко граничне реке. Становништво Срема са одушевљењем је дочекало српску војску.

## Крај офанзиве
Због појачаног аустроугарског притиска на Дрини, Путник је донео исправну одлуку да повуче Прву армију из Срема и обустави офанзивна дејства. Ова одлука изазвала је негодовање у српском руководству. Одлуци су се супротставили не само војни команданти већ и регент Александар и краљ Петар. Владика Николај Велимировић је у проповеди у Београду између осталог рекао: „Пре ће Дунав и Сава окренути да теку узбрдо него него што ћемо се ми повући из Срема." И поред свих притисака војвода Путник је истрајао. Операцијом повлачења беспрекорно је руководио генерал Бојовић. Генерал Краус је 12. септембра наредио својим снагама да крену у напад. Ова акција се у почетку успешно развијала али су се српске снаге убрзо консолидовале и зауставиле непријатељски напад. Током 13. септембра све српске снаге су се повукле из Срема.